# Alps (film)
Pour plus de détails, voir Fiche technique et Distribution.
Pour l’article homonyme, voir Alps.
Alps (Άλπεις (Álpis)) est un film grec réalisé par Yórgos Lánthimos et sorti en 2011.

## Synopsis
Quatre personnes (une infirmière, un conducteur d'ambulance, une gymnaste et son entraîneur) ont créé une sorte de troupe d'acteurs qu'ils ont appelé Alps par ironie car selon eux, aucune montagne ne peut réellement se substituer à une autre montagne. Ils jouent les rôles de personnes décédées dans la vie de tous les jours des proches des disparus afin de leur permettre peu à peu d'accepter leur perte et de faire leur deuil. Les quatre premières séances sont gratuites. La « troupe » dirigée d'une main de fer par le conducteur d'ambulances, dont le nom de code est « Mont-Blanc » n'accepte pas tous les rôles. En effet, les recherches pour incarner les disparus sont très poussées afin de rendre le moindre détail crédible. Cependant, la « troupe » travaille dans la plus complète illégalité.

## Fiche technique
- Titre : Alps
- Titre original : Άλπεις (Álpis)
- Réalisation : Yórgos Lánthimos
- Scénario : Yórgos Lánthimos et Efthýmis Filíppou
- Direction artistique :
- Décors :
- Costumes :
- Photographie : Christos Voudouris
- Son :
- Montage : Yorgos Mavropsaridis
- Musique :
- Production :  Yórgos Lánthimos et Athiná-Rachél Tsangári
- Société(s) de production : Haos Film
- Société(s) de distribution :
- Budget :
- Pays d'origine : Grèce
- Langue : grec, anglais
- Format :  Couleurs Dolby stéréo
- Genre : Drame
- Durée : 93 minutes
- Dates de sortie :
  -  Italie : 3 septembre 2011 (Mostra de Venise 2011)
  -  Grèce : 27 octobre 2011
  -  France : 27 mars 2013

## Distribution
- Angelikí Papoúlia : L'infirmière / Monte Rosa
- Ariane Labed : La gymnaste
- Aris Servetalis (en) : L'ambulancier / Mont Blanc
- Johnny Vekris : L'entraîneur / Matterhorn

## Récompenses
- Prix du scénario à la Mostra de Venise 2011
- Grand Prix au Festival du film de Sydney 2012